# Luciana Coutinho
Luciana de Araújo Coutinho (Rio de Janeiro, 23 de setembro de 1967) é uma atriz brasileira, destacando-se principalmente no humorístico Zorra Total, da Rede Globo, como a mulher de Nerso da Capitinga (Pedro Bismarck).

## Carreira
Luciana começou na televisão (Rede Globo) com pequenas participações na novela Quatro por Quatro (1994-1995), da minissérie Decadência (1995) e da novela O Fim do Mundo (1996), mas ficou conhecida do grande público em 1999 ao figurar no humorístico Zorra Total, onde interpretava a caipira Dona Candinha, a sensual e ingênua mulher de Nerso da Capitinga, personagem de Pedro Bismarck. No quadro, aparecia com sua nudez encoberta apenas por uma toalha ou por uma cerca. Com a súbita fama, foi capa da Playboy em maio de 2000. Em 2002, foi dirigida no teatro por Marília Pera, na peça “A Filha da...”.
Luciana deixou o Zorra Total, em 2012, já sem exibir o corpo que encantava os telespectadores. Atualmente, com alguns quilos a mais, não pensa em voltar a explorar sua sensualidade, mas se diz disposta a voltar para a TV, para outros projetos. Tem ainda dedicado parte de seu tempo a um projeto social voltado para a integração de crianças carentes no meio artístico
Em 2018, após estar longe dos palcos e da TV, Luciana volta aos palcos com a peça "Solidão, que nada!" interpretando a personagem Clarice.